# Colliding-Wind Binary
Ein Colliding-Wind Binary (deutsch Übersetzung Doppelstern mit kollidierenden Sternwinden) ist ein wechselwirkender Doppelstern bestehend aus zwei Sternen, deren Sternwinde mit hohen Geschwindigkeiten kollidieren und in der Kollisionszone Radio-, Röntgen- und Gammastrahlung erzeugen.
Frühe Sterne des Spektraltyps O und Wolf-Rayet-Sterne erzeugen Sternwinde mit Geschwindigkeiten von einigen 1000 km/s und Massenverlustraten von bis zu 10−3 Sonnenmassen pro Jahr. Befinden sich zwei derartige Sterne in einem engen Doppelsternsystem mit Umlaufdauern von nicht mehr als einigen 10 Tagen, so bildet sich zwischen ihnen eine Stoßfront aus, in der die Partikel der Sternwinde abgebremst und auf Temperaturen bis zu 108 K aufgeheizt werden. Die dabei entstehende Brems- sowie Wärmestrahlung erreicht im Röntgenbereich Leuchtkräfte von 1032 bis 1034 erg/s (10 bis 1000 YW).
Die Röntgenstrahlung ist veränderlich aufgrund der inhomogenen Struktur des Sternwinds, der variierenden Sichtlinie zum Beobachter während des Bahnumlaufs sowie des schwankenden Abstands zwischen den Sternen bei elliptischen Umlaufbahnen. Colliding-Wind Binaries werden nicht zu den Röntgendoppelsternen gezählt, da die abgestrahlte Energie nicht aus der Beschleunigung in einem Gravitationsfeld gewonnen wird.
Neben der thermischen Strahlung im Bereich der Radio- und Röntgenstrahlung sind bei Colliding-Wind Binaries auch Anzeichen für nichtthermische Emissionen entdeckt worden. Die Gammastrahlung ist definitiv nichtthermischer Natur und könnte durch Elektron-Positron-Paarerzeugung mit anschließender Beschleunigung der Partikel im magnetischen Feld in der Windkollisionszone entstehen. Weitere Quellen für die Gammastrahlung könnte Pionzerfall sowie Compton-Streuung sein.
Die Radiostrahlung dürfte überwiegend durch Synchrotronstrahlung erzeugt werden.

## Beispiele
- V444 Cygni
- Gamma2 Velorum
- WR 140
- Eta Carinae